# بوشان (إيران)
بوشان (بالفارسية: پوشان) هي قرية تقع في قسم بيزكي الريفي (مقاطعة تشناران) في إيران. يقدر عدد سكانها بـ 386 نسمة بحسب إحصاء 2016.